# Münsterplatz (Basel)

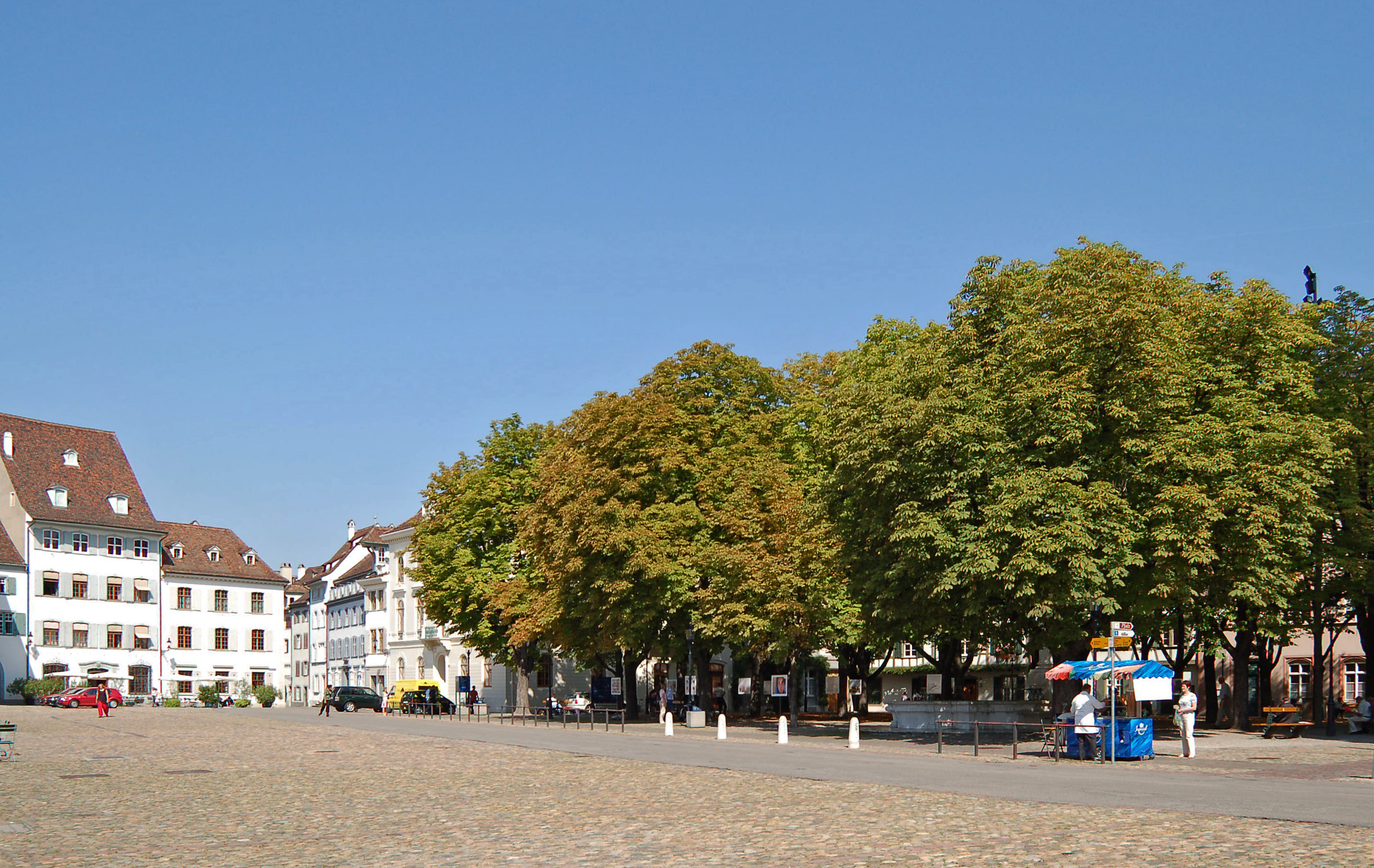
Der Münsterplatz, Blick in Richtung Nordwest, links der offene Platz, rechts der baumbestandene Kleine Münsterplatz

Der Münsterplatz liegt im Zentrum der Schweizer Stadt Basel. Er gehört zu den ältesten Plätzen Basels und liegt vor dem namensgebenden Basler Münster. Der Platz wird von vielen mehrere hundert Jahre alten, ehemaligen Domherrenhäusern gesäumt, so dass der mittelalterliche Charakter bewahrt wurde.

## Lage
In den Platz münden im Südosten die Rittergasse und im Nordwesten die Augustinergasse als eigentliche Querverbindung, zudem führen von Westen und steil von der Freien Strasse bzw. dem Barfüsserplatz herkommend, der Münsterberg und der Schlüsselberg zum Münsterplatz. Der Münsterplatz war bis 2007 nicht autofrei. Im Gegensatz zu den meisten anderen zentralen Plätzen der Stadt führt auch keine Linie des öffentlichen Verkehrs über den Platz oder in dessen unmittelbare Nähe. Direkt unterhalb der Münsterplattform befindet sich die Anlegestelle der Münsterfähre.

## Geschichte

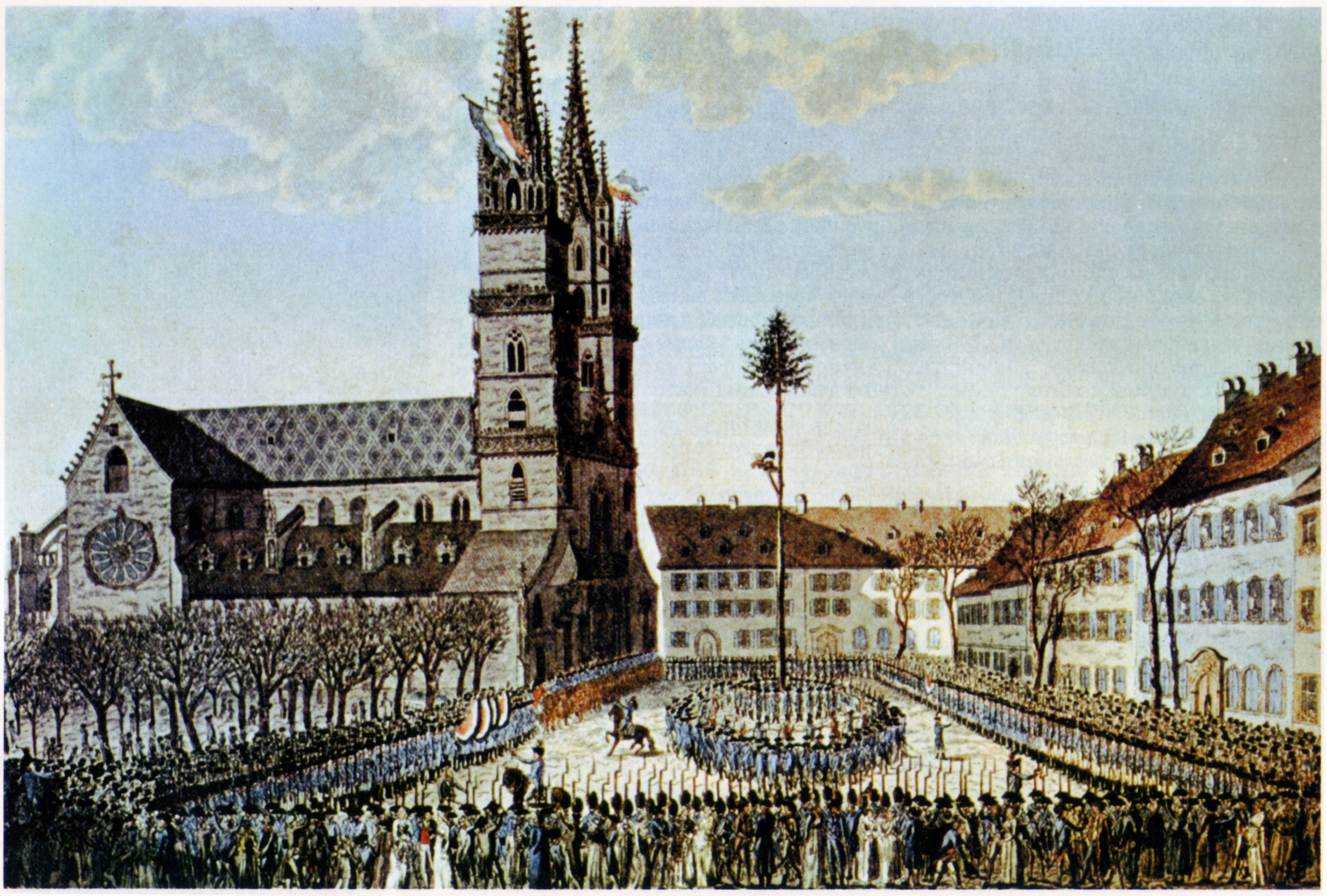
Helvetische Revolution: «Verbrüderungsfeier» zwischen Franzosen und der Basler Bevölkerung um den Freiheitsbaum auf dem Basler Münsterplatz am 20. Januar 1798. Kolorierte Radierung von Friedrich Kaiser

Schon in der Römerzeit war das Gebiet des heutigen Münsterplatzes aufgrund seiner strategischen Lage auf einem kleinen Hügel unmittelbar am Rhein besiedelt: Im ersten Jahrhundert vor Christus lebten Rauriker in einem befestigten Oppidum, Reste davon sind an der Ecke Münsterplatz/Rittergasse bis heute zu sehen. Der Münsterplatz selbst wurde jedoch – in mehreren Bauphasen – erst viel später angelegt. Im Rahmen der Erbauung des Münsters im Mittelalter, dann nochmals in der Barockzeit und schliesslich im frühen 19. Jahrhundert, entwickelte man ihn zu seiner heutigen Form und Gestalt. Sein Pflasterbelag stammt bereits aus dem späten 14. und frühen 15. Jahrhundert; zur Zeit des ab 1431 von Papst Martin V. einberufenen Konzil von Basel im Münster hat er bereits existiert. Die aus dem Rhein stammenden flachen Wacken sind in der Mitte gespalten und mit der Bruchkante nach oben gerichtet eingebaut. Sie weisen keine einheitlich graue, sondern lebendig changierende Färbungen auf. 1871 wurde eine Asphaltstrasse über die gesamte Länge des Platzes angelegt, weil die von Pferden gezogenen Kutschen und Fuhrwerke mit ihrem Lärm den Unterricht an den Schulen nebenan störten. Weil der Platz dadurch wie eine Durchgangsstrasse wirkt, beantragte der Basler Heimatschutz 2007, die einheitliche Pflasterung wiederherzustellen.
Während das Konzil im Münster tagte, mit dem Hauptziel, eine Kirchenreform durchzuführen, wurde am 24. Juli 1440 im Haus zur Mücke am Münsterplatz ein Gegenpapst, Felix V., gewählt. Weil sich dieser aber in der Folgezeit nicht durchsetzen konnte, veranlasste der deutsche Kaiser Friedrich III. 1449 die Auflösung des Konzils.
Im Verlauf der Helvetischen Revolution von 1798, die drei Tage zuvor in Liestal bei Basel losgebrochen war, wurde am 20. Januar 1798 auf dem Münsterplatz eine Verbrüderungsfeier zwischen Franzosen und der Basler Bevölkerung um einen Freiheitsbaum abgehalten. Das Aufrichten eines Freiheitsbaums wurde in allen ehemaligen Untertanengebieten der Schweiz zum symbolischen Akt der Befreiung.

## Beschreibung des Platzes

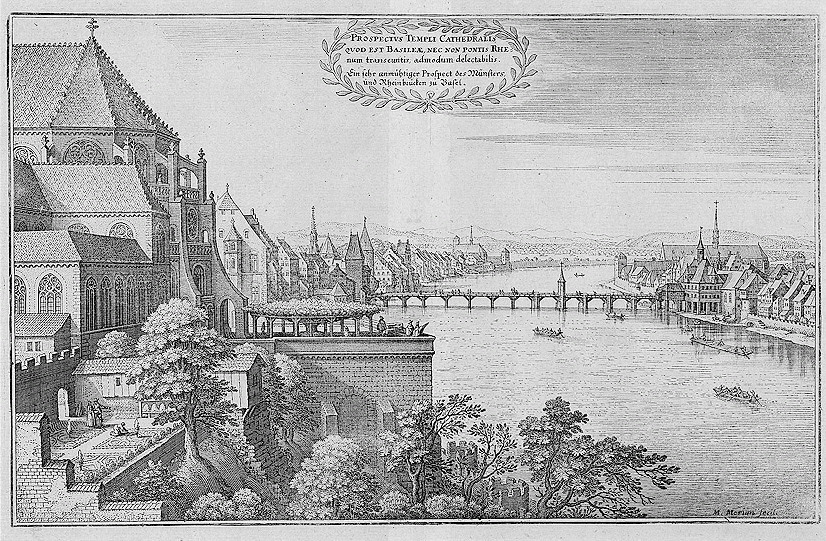
Die Münsterplattform mit Blick auf den Rhein. Stich von Matthäus Merian dem Älteren, 1642

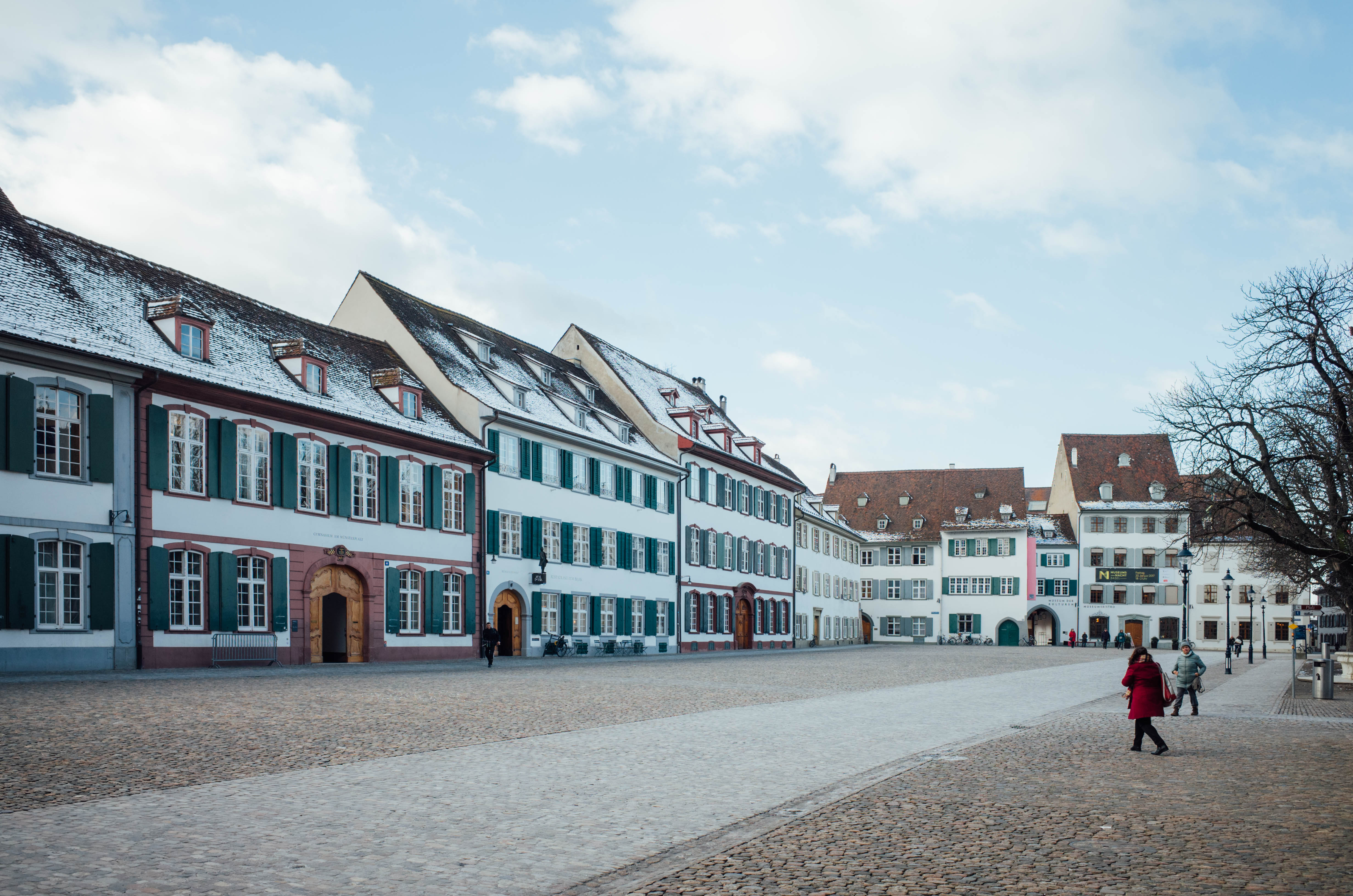
Münsterplatz, Blick vom Münstereingang

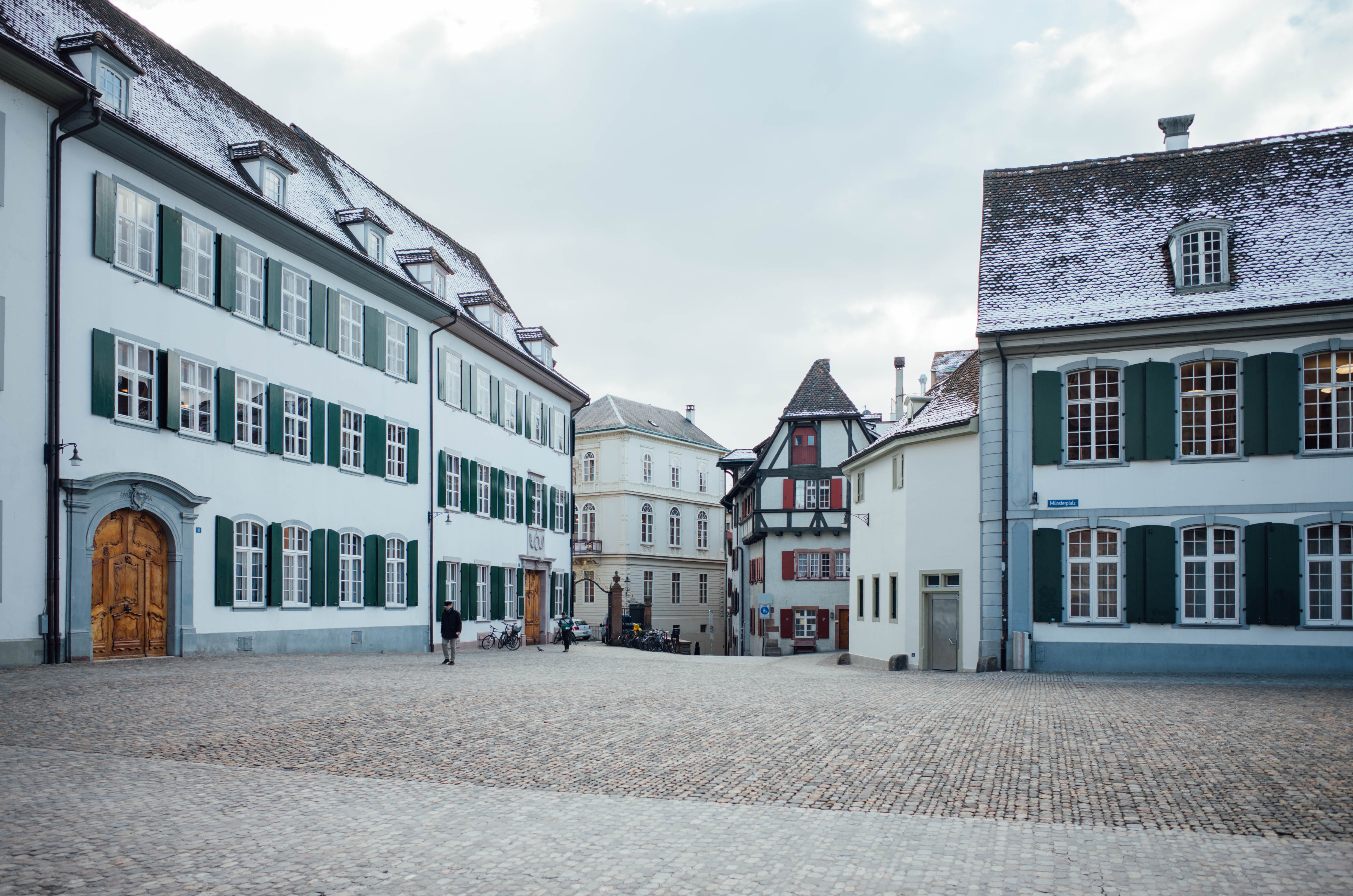
Münsterplatz, Blick zum Münsterberg hinab

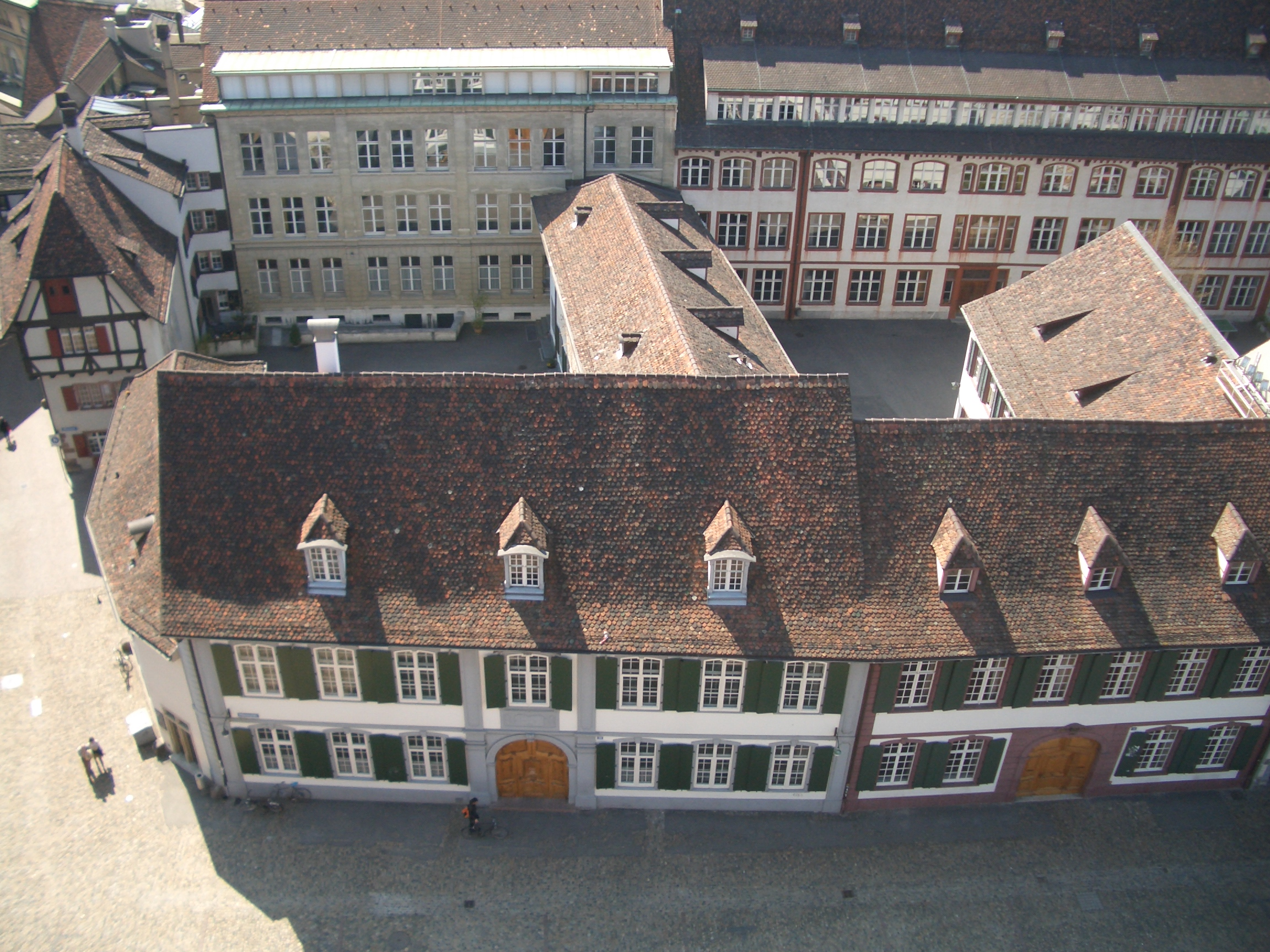
Das Gymnasium am Münsterplatz (ehemals Humanistisches Gymnasium)

Der Münsterplatz besteht aus zwei Teilen: Im Norden des Münsters liegt der ungefähr quadratische, baumbestandene Kleine Münsterplatz. Auf ihm stand einst eine Gerichtslinde, und bis 1521 wurden hier jedes Jahr die neu gewählten Ratsherren im Beisein des Bischofs vereidigt. Der langgestreckte Grosse Münsterplatz zieht sich vor der Westfassade des Münsters und nördlich davon vor dem Kleinen Münsterplatz hin. Er ist einheitlich gepflästert, in seinem nördlichen Teil ist ein ehemaliger römischer Sodbrunnen gekennzeichnet. Vom Kleinen Münsterplatz führt ein offener Durchgang zur «Pfalz», der baumbestandenen Plattform vor dem Chor des Münsters hoch über dem Rhein.
In der südwestlichen Ecke des Kleinen Münsterplatzes befindet sich der im November 1784 fertiggestellte Pisonibrunnen. Bereits seit dem 14. Jahrhundert stand an dieser Stelle ein Brunnen (Georgsbrunnen), der mit einer Figurengruppe geschmückt war. Der jetzige Brunnen ist ein Entwurf des Architekten Paolo Antonio Pisoni. Bemerkenswert ist ein kleiner, niedriger Nebentrog, der seit der Sanierung 1937 am Brunnen angebracht und für Hunde als Tränke gedacht ist.
Grosser und Kleiner Münsterplatz sind auf allen Seiten von repräsentativen Bürgerhäusern (ehemals Domherrenhöfe) mit noblen barocken und klassizistischen Fassaden umgeben. Auch finden sich rund um den Münsterplatz einige spätmittelalterliche Fachwerkhäuser. Dominiert wird der Platz jedoch vom Basler Münster.
Am Grossen Münsterplatz liegt gegenüber der Westfassade des Münsters das Gymnasium am Münsterplatz. Hier unterrichteten in der zweiten Hälfte des 19. Jahrhunderts Jacob Burckhardt und Friedrich Nietzsche in den oberen Klassen. In einem gotischen Gebäude auf der Nordseite befindet sich das Ethnologische Seminar, daneben der Eingang zum Museum der Kulturen.
In einem Gebäude am Kleinen Münsterplatz, das 1528 als Versammlungshaus der Domherren gebaut wurde, hatten zunächst die Domschule und die Münsterbauverwaltung ihren Sitz. Von 1830 bis 1832 wurde es dann umgebaut für die 1787 gegründete Allgemeine Lesegesellschaft, die bis heute dort untergebracht ist. Die Räume beinhalten einen historischen Lesesaal und wertvolle alte Buchbestände. In einem weiteren Haus befindet sich seit 1986 die Paul-Sacher-Stiftung mit der weltweit grössten Privatsammlung an Originalpartituren und Nachlässen zeitgenössischer Komponisten. Neben der Archivierung arbeitet die Stiftung mit eigenen Forschungsprojekten musikalische Publikationen auf.
Die Pfalz vor dem Chor des Münsters liegt auf einem Felsvorsprung direkt hoch über dem Rhein und ist ein stadtbekannter Aussichtspunkt auf den Fluss, die Basler Rheinbrücken, Kleinbasel und weit in das Umland. In die Brüstung ist eine durchgehende Sitzbank eingebunden. Von der Pfalz aus führt eine Treppe hinunter zu der Münsterfähre entlang einer Uferpromenade, die seit 2004 den inoffiziellen Namen Fähribödeli trägt.

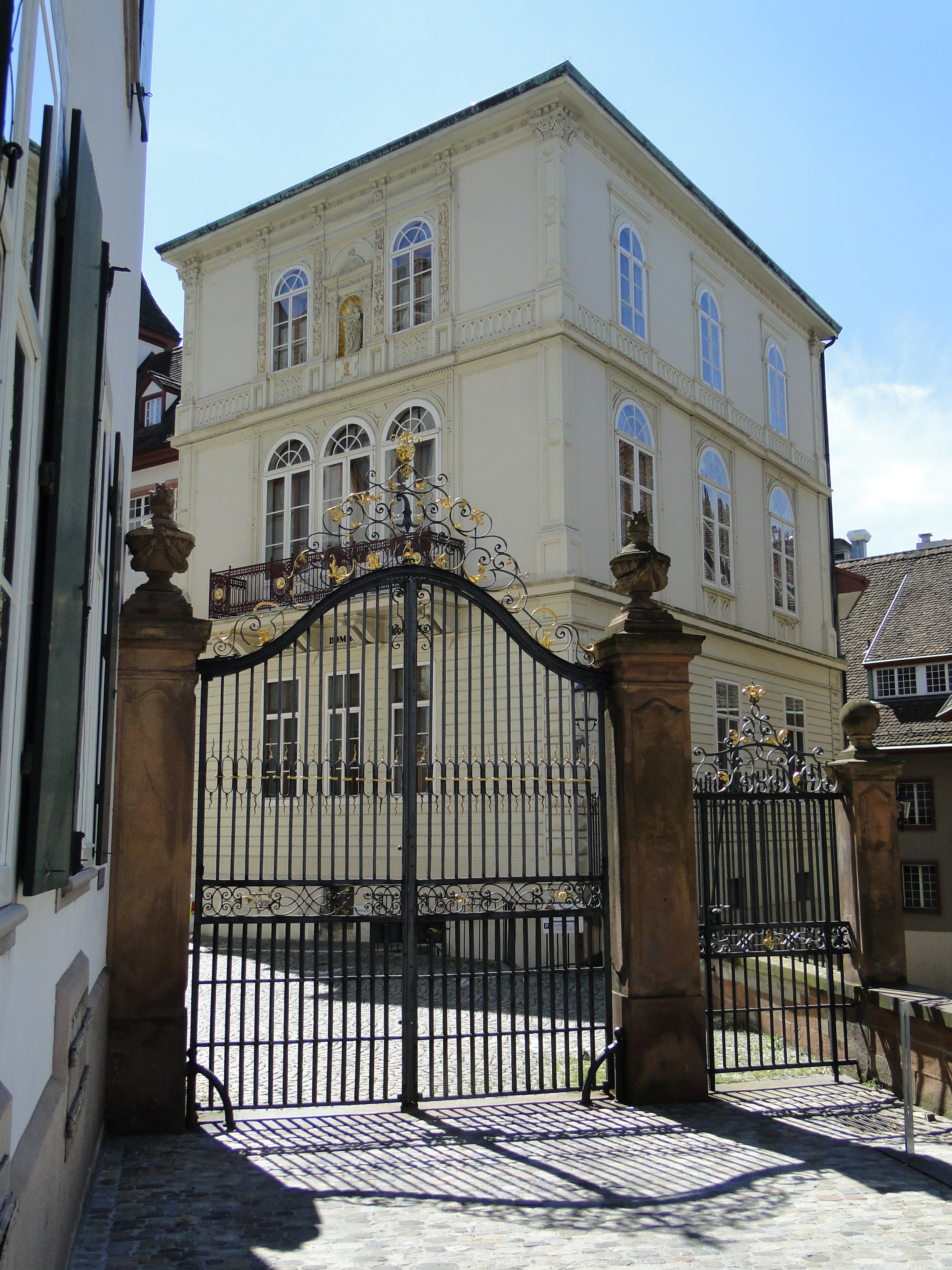
Eingang zum Domhof

## Nutzung
Der Münsterplatz war früher einer der am häufigsten genutzten Plätze und zentraler Bestandteil des mittelalterlichen Lebens in der Stadt Basel. So wurden feierliche Prozessionen, Feste, Turniere und Aufzüge königlicher und kaiserlicher Besucher, aber auch Märkte dort abgehalten. Belegt sind daneben auch diverse Ereignisse während der Basler Fasnacht in ihrer Frühform, die zu einem grossen Teil auf dem Münsterplatz stattfand. Während der «bösen Fasnacht» von 1376 beispielsweise wurde ein Turnier auf dem Münsterplatz abgehalten, das mit mehreren Toten endete. Für das 15. Jahrhundert sind diverse Feuerbräuche (u. a. Scheibenschlagen) von Münsterplatz und Pfalz belegt. Das Treiben wurde aber bald von der Obrigkeit verboten.
Im Zuge der stetigen Erweiterungen der Stadt nahm die Bedeutung des Platzes stetig ab, war er doch insbesondere für Fuhrwerke nur schwer erreichbar (ausser von der Rittergasse her) und wurde auch dem majestätischen Münster Respekt gezollt. Bis in die heutige Zeit ist der Platz vorwiegend von Wohnhäusern der obersten Preisklasse gesäumt. Ladengeschäfte haben sich nie angesiedelt. Dementsprechend blieb der Platz abseits des hektischen Treibens der pulsierenden Stadt. Bis in das Jahr 2007 wurde ein Teil des Münsterplatzes tagsüber als Parkplatz, u. a. für Reisebusse, benutzt. Seit 2007 ist der Platz autofrei.
Regelmässige Märkte finden auf dem Münsterplatz nicht mehr statt. Jeweils Ende Januar ist der Münsterplatz das Zentrum der Museumsnacht. Zur Basler Fasnacht sind hier die Laternen ausgestellt. Im August findet alljährlich auf dem Münsterplatz das Allianz Cinema, ein Freiluftkino, statt. Jedes Jahr ist der Münsterplatz zudem einer der Standorte der Basler Herbstmesse, ein traditionsreiches Volksfest. Am letzten Samstag im November startet auf dem Münsterplatz der Basler Stadtlauf.

## Gestaltung
Mit dem Gestaltungsprojekt für den Basler Münsterplatz ist 2006 bis 2013 ein Beispiel für behindertengerechtes Bauen in denkmalgeschützten Altstadtbereichen realisiert worden. Im Basler Volksmund werden sie «Gwäggi» genannt: die Rheincken (oder auch: Rheinkiesel). Sie sind ein traditionelles Natursteinpflaster, das seit Jahrhunderten aus dem Rhein gewonnen und in Strassen und Plätzen verlegt werden. Mit unterschiedlichen Bearbeitungsmethoden wurden Lösungen erarbeitet, das holprige Pflaster zu einem abgeflachten Belag zu schleifen, der sowohl von Behindertenorganisationen wie auch von der Denkmalpflege und den Fahrradfahrern akzeptiert ist. Die Wacken wurden am Münsterplatz nach dem Verfugen maschinell geschliffen und geflammt, um einen hohen Gehkomfort zu erreichen. Dies erlaubte, die Gehsteige zu entfernen und den Platz und die Gassen attraktiver zu gestalten. Vor der Umgestaltung in eine Fussgängerzone Münsterhügel verliefen asphaltierte Strassen und Gehsteige über den Münsterplatz und die weiteren Gassen.
Das Gestaltungsprojekt wurde vom Planungsamt des Kantons Basel-Stadt entwickelt und hat die Auszeichnung Guter Bauten der Kantone Basel-Stadt und Basel-Landschaft 2009–2013 erhalten. Auslöser des Projekts waren die umfangreichen Sanierungsarbeiten an Gas-, Wasser- und Elektroleitungen sowie die Erneuerung aller Beläge. Für die zahlreichen Veranstaltungen am Platz wurden Versorgungsstellen mit Strom und Wasser gebaut.